# Si Da Ming Cong

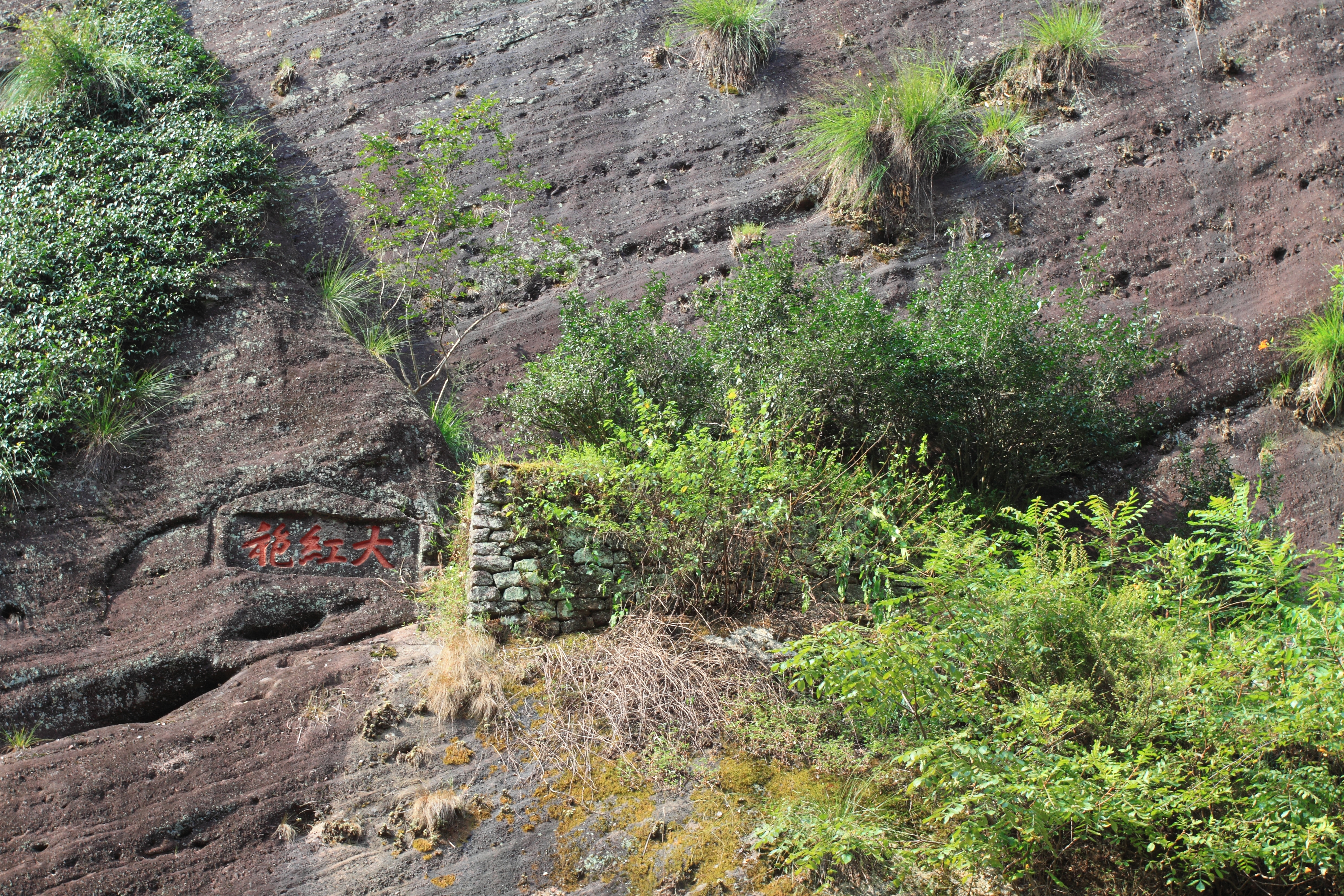
Gamla Da-Hong-Pao-tebuskar i Wuyi Shan

Si Da Ming Cong (四大名樅, Fyra Stora Buskar) syftar till fyra kända oolongteer från 
Wuyi, nämligen:
- Bai Ji Guan (白鸡冠)
- Da Hong Pao (大红袍)
- Shui Jin Gui (水金亀)
- Tie Luo Han (鉄羅漢)

Den gemensamma beteckningen har de fyra teerna haft sedan Mingdynastin, möjligen ännu längre.